# 정오의 별
《정오의 별》(영어: Stars at Noon, 프랑스어: Des étoiles à midi)은 2022년 개봉한 프랑스의 로맨스 스릴러 영화이다. 클레르 드니가 감독을 맡았으며, 데니스 존슨의 동명 소설이 영화의 원작이다. 2022년 칸 영화제 심사위원대상 공동 수상작이자 황금종려상 경쟁 후보작이다.

## 줄거리
코로나19 범유행과 정부 불안정 속에서 니카라과에 고립된 젊은 미국인 저널리스트 트리스는, 독재 정권의 비리를 폭로하는 기사로 인해 여권이 압수당하고 후원하던 장관의 보호도 끊길 위기에 처한다. 생존을 위해 정부 관계자들과 관계를 맺으며 돈을 벌고, 어떻게든 나라를 빠져나가려 고군분투한다. 그러던 중 부유층 외국인 전용 호텔에서 영국인 대니얼을 만나게 되고, 그를 정보 요원으로 추측하며 격정적인 관계를 맺는다.
다음 날 트리스는 대니얼이 코스타리카 경찰과 만나는 것을 목격하고, 이 사실을 알게 된 대니얼은 그 경찰의 적대적인 의도를 깨닫고 함께 도망친다. 트리스는 자신의 은신처에 대니얼을 숨기지만, 곧 코스타리카 경찰에게 발각된다. 이들은 정부 관계자의 보호를 받는 건물 안에서는 공격하지 못하고, 트리스와 대니얼은 사랑에 빠진다. 어느 버려진 나이트클럽에서, 대니얼은 아내에 대한 이야기를 하며 둘은 깊은 감정적 유대감을 확인한다.
정부의 보호가 더 이상 불가능해지고 돈도 떨어진 트리스와 고용주에게 버림받은 대니얼은, 코스타리카 경찰에게 죽을 것을 직감하고 차를 훔쳐 국경을 향해 도주한다. 도망 중 CIA 요원을 만나게 되고, 요원은 대니얼을 넘기면 트리스를 미국으로 안전하게 보내주겠다고 제안하지만 트리스는 거절한다. 국경에서도 같은 제안을 받으며 트리스는 요원과 코스타리카 경찰이 독재 정권과 한통속이라는 사실을 깨닫고, 대니얼은 그 정부를 불안정하게 만들려 한다는 것을 알게 된다.
트리스와 대니얼은 밀수업자에게 차를 주고 국경을 넘는 배를 탄다. 하지만 도착 직전, 정체불명의 군인들에게 밀수업자들이 총에 맞아 죽고, 대니얼은 부상을 입는다. 폐허가 된 교회에서 잠든 두 사람을 CIA 요원과 코스타리카 경찰, 그리고 무장 병력들이 포위한다. 대니얼은 트리스를 도망치게 만들고, 병사들에게 끌려간다. 트리스의 전 고객이었던 니카라과 경찰관은 그녀에게 여권을 돌려주고, 트리스는 합법적으로 귀국한다. CIA 요원은 트리스에게 돈을 주고 떠나고, 트리스는 홀로 호텔에 남는다.

## 출연진
- 마거릿 퀄리 - 트리시 존슨 역
- 조 앨윈 - 대니얼 더헤이븐
- 베니 사프디 - CIA 남자
- 대니 라미레스 - 코스타리카 경찰
- 존 C. 라일리 - 잡지사 편집장